# Salé (chanson)
Pour les articles homonymes, voir Salé.
Singles de Niska
Réseaux
(2017) Sous contrôle
(2018)
Clip vidéo
[vidéo] « Niska - Salé », sur YouTube
Pistes de Commando
Medellin
(5) Tuba Life
(7)
Salé est une chanson du rappeur français Niska sortie le 21 septembre 2017. La chanson est certifiée single de diamant 2 mois après sa sortie.
Le clip est quant à lui diffusé sur la chaîne CStar avec la signalétique "Déconseillé aux moins de 10 ans"

## Classement
| Classement (2017)                       | Meilleure position |
| --------------------------------------- | ------------------ |
| France (SNEP)                           | 21                 |
| France (SNEP Megafusion)                | 2                  |
| Belgique (Wallonie Ultratop 50 Singles) | 42                 |
| Suisse (Schweizer Hitparade)            | 62                 |

## Certification
| Pays   | Organisme | Certification | Seuil                            |
| ------ | --------- | ------------- | -------------------------------- |
| France | SNEP      | Diamant       | 50 millions d'équivalent streams |